# Грейсън (окръг, Кентъки)
Окръг Грейсън (на английски: Grayson County) е окръг в щата Кентъки, Съединени американски щати. Площта му е 1323 km², а населението - 24 053 души (2000). Административен център е град Лийчфийлд.